# Kasteel van Bazouges
Het Kasteel van Bazouges (Frans: Château de Bazouges) is een kasteel in de Franse gemeente Bazouges-sur-le-Loir.